# Eupetinus derasus
Eupetinus derasus är en skalbaggsart som beskrevs av Sharp 1908. Eupetinus derasus ingår i släktet Eupetinus och familjen glansbaggar. Inga underarter finns listade i Catalogue of Life.